# Distretto di Masty
Il distretto di Masty (in bielorusso Мастоўскі раён?) è un distretto (raën) della Bielorussia appartenente alla regione di Hrodna.